# Jewon-myeon
Jewon-myeon (koreanska: 제원면)  är en socken i kommunen Geumsan-gun i provinsen Södra Chungcheong i Sydkorea, 170 km söder om huvudstaden Seoul.